# Stammliste von Kranichfeld
Stammliste von Kranichfeld mit den in der Wikipedia vertretenen Personen und wichtigen Zwischengliedern.
Die mangelhafte, oft fehlerhafte, Quellenlage betrifft den gesamten Zeitraum aller Familienzweige. Gesicherte Daten sind urkundlich genannt, Geburts- und Sterbedaten o. g. Zeiträume jedoch oft ungesichert und nach höchstmöglicher Wahrscheinlichkeit der oft abweichenden Datenquellen unter Vorbehalt zu betrachten. Es bleiben genealogische Details, sogar die Zuordnung von Mitgliedern des Hauses, ungeklärt.

## Die Herren von Kranichfeld 1143 bis 1383
Der erste urkundlich so benannte Vertreter des Hauses Kranichfeld war Volrad von Kranichfeld († nach 1157), urkundlich 20. Juni 1143 und 3. August 1157. Er hatte folgende Nachkommen:
A1. Volrad von Kranichfeld, „der Ältere“ (1169), urkundlich 1179 bis 1191
B1. Volrad von Kranichfeld, urkundlich 1199 bis 1231, († vor 1241); ⚭ Bia von Klettenberg, urkundlich 1217 bis 1241, Tochter von Graf Albrecht von Klettenberg (vor 1187–1240/1242) und Adelheid (–vor 1229)
C1. Tochter von Kranichfeld; ⚭ Graf Heinrich von Kirchberg, urkundlich 1221, († nach 29. Januar 1245)
C2. Volrad von Kranichfeld, Domherr zu Halberstadt (1235), Propst zu Walbeck (1241), Domscholasticus (1245), Elekt (1255), Bischof von Halberstadt (1256–1296) resigniert, († 23./25. April (1298))
C3. Volrad „der Ältere“ von Kranichfeld, urkundlich 1256 bis 1304; ⚭ N.N.
D1. Reinhard von Kranichfeld, urkundlich 1275 bis 1289; ⚭ N. von Käfernburg
E1. Volrad „der Jüngere“ von Kranichfeld († nach 1307)
E2. Berthold von Kranichfeld, Domherr (abgesetzt vor 1317) zu Halberstadt (1306–1315), Domherr (1326), Domscholasticus (1334–1336), Senior des Domkapitels zu Halberstadt (1341), Domherr zu Magdeburg (1324), Kanoniker zu Quedlinburg (1334), († nach 11. März 1341)
D2. Volrad von Kranichfeld, (Domherr zu Halberstadt (1289)), urkundlich 1275
D3. Heinrich von Kranichfeld, Deutscher Ordens-Priester (1281), Deutscher Ordens-Priester in Altenburg (1285–1297), urkundlich 1275 bis 1297
C4. Reinhard von Kranichfeld, Domherr (1271), Domscholasticus (1282–1283), Domthesaurarius (1296–1301), Archidiakon zu Aschersleben (1297), urkundlich 1271 bis 1301
C5. Margareta von Kranichfeld, urkundlich 1241 bis 1290; ⚭ I: Siegfried von Lichtenberg, urkundlich 1236 bis 1243; ⚭ II: Walter V. von Arnstein, urkundlich 1219, († zw. 27. Oktober 1268 und 18. März 1272), Sohn von Albrecht I. von Arnstein (–1240) und Mechtild von Blankenburg (–1267)
C6. Tochter von Kranichfeld, Nonne zu Oberweimar (1270)
B2. Meinher von Kranichfeld, Domherr (1193), Archidiakon (1205–1209), Archidiakon von Konrad von Krosigk (1206–1208), Dompropst (1217), Bischof von Halberstadt (1242–1252) resigniert
B3. Hermann von Kranichfeld, urkundlich 1196 bis 1240
B4. Reinhard von Kranichfeld, urkundlich 1217 bis 1241, († vor 9. Mai 1280); ⚭ Jutta (⚭ I: Graf Heinrich von Kirchberg)
C1. Volrad (VIII.) von Kranichfeld, „der Jüngere“ (1262), urkundlich 1260 bis 1296; ⚭ (Mechtild von Blankenburg)
D1. Volrad von Kranichfeld, urkundlich 1286
D2. Hermann II. von Kranichfeld, Herr in Ober-Kranichfeld (1314), urkundlich 1286 bis 1333, (* vor 1286; † nach 1333); ⚭ Leukard von Gera, urkundlich 1314 bis 1351, († nach 1351), Tochter von Vogt Heinrich I. von Gera (1227–1269/1274) und Leukard (Irmgard) von Heldrungen (1231–1279)
E1. Hermann III. von Kranichfeld, Herr zu Kranichfeld, Mitpfandherr von Schlotheim (1340), urkundlich 1320 bis 1362; ⚭ Gräfin Irmgard von Käfernburg, Tochter von Graf Günther IX. von Käfernburg (–1344) und Gräfin Mechtild von Regenstein (vor 1305–nach 1344)
F1. Hermann IV. von Kranichfeld, Herr zu Kranichfeld (1359), Herr in Kranichfeld und Schauenforst (1375), urkundlich 1350, († nach 27. August 1383); ⚭ (vor 11. September 1361) Gräfin Sophie von Schwarzburg († zw. 29. Mai 1399 und 1. September 1417), Tochter von Graf Günther XVIII. von Schwarzburg-Wachsenburg (–1354) und Richza von Schlüsselburg (–1348) → Geschlecht im Mannesstamm erloschen
G1. Margareta von Kranichfeld, Erbin von Kranichfeld, urkundlich 1387 bis 1426, (▭ im Kloster Kapellendorf); ⚭ Burggraf Albrecht III. von Kirchberg, Herr zu Windberg und Ziegenhain (vor 1372), Herr in Niederkranichfeld (1384/1387), Herr von Altenberge (1387), Herr von Oberkranichfeld (1412), urkundlich 1369 bis 1427, († zw. 15. Februar 1427 und 29. Juni 1427, ▭ im Kloster Kapellendorf), Sohn von Burggraf Albrecht I. von Kirchberg (–1364) und Elisabeth (Else) von Orlamünde (–1372)
G2. Barbara von Kranichfeld, Nonne zu Ilm (1418–1429)
G3. Richza von Kranichfeld, Priorin zu Ilm (1430–1431)
F2. Volrad von Kranichfeld, „der Jüngere“ (1362), Herr zu Kranichfeld (1369), urkundlich 1356 bis 1374
F3. Luitgard von Kranichfeld, urkundlich 24. Januar 1360 bis 30. März 1376, (* um 1334; † nach 30. März 1376); ⚭ (1353) Heinrich VI. (VIII.) „der Jüngere“, Vogt von Plauen, Herr zu Plauen (1348–1368/1370), vor 1348 Herr von Voigtsberg, urkundlich 24. Juli 1343 bis 25. August 1368, (* um 1324; † vor 28. Dezember 1370)
F4. Sophie von Kranichfeld, Priorin zu Oberweimar (1371–1373)
E2. Volrad von Kranichfeld, Herr zu Kranichfeld (1361), urkundlich 1320, († nach 19. April 1369)
E3. Heinrich von Kranichfeld, Deutscher Orden Kumpan (1336–1344), Komtur zu Birglau (1346–1347), Ritter des Deutschen Ordens (1349), Pfleger von Rastenburg (1361), Waldmeister von Leunenburg (1370), urkundlich 1320 bis 1370
E4. Volrad von Kranichfeld, weltlich (1320–1339), Domherr zu Halberstadt (1343), Domherr zu Naumburg (1363–1370), Archidiakon zu Gatersleben (1375)
E5. Sophie von Kranichfeld, urkundlich 1320; ⚭ (Heinrich) von Kirchberg, urkundlich 1320
D3. Jutta von Kranichfeld, Kanonissin (1290), Coadjutrix (1303), 18. Äbtissin vom Stift Quedlinburg (1309–1347), (* 1285; † 5. November 1347)
C2. Kunigunde von Kranichfeld, urkundlich 1287, (* um 1230); ⚭ Konrad, Ritter von Roda, urkundlich 1231 bis 1274, (* um 1226; † vor 1287; ▭ im Kloster Pforta)
B5. Kunigunde von Kranichfeld, Kanonissin (1222), Pröpstin (1227), 14. Äbtissin vom Stift Quedlinburg (1230–1231), († 1231)
A2. Reinhard von Kranichfeld, Domherr zu Mainz (1169), Kanoniker im Kollegiatstift St. Marien, Erfurt (1171)